# Трмице
Трмице (чеш. Trmice) град је у Чешкој Републици. Град се налази у управној јединици Устечки крај, у оквиру којег припада округу Усти на Лаби.

## Становништво
Према подацима о броју становника из 2014. године град је имао 3.124 становника.

## Партнерски градови
- Кенигштајн